# Giải Grammy cho thu âm của năm
Giải Grammy cho thu âm của năm (tiếng Anh: Grammy Award for Record of the Year) là một hạng mục trong giải Grammy do Viện thu âm nghệ thuật và khoa học quốc gia trao tặng hàng năm, nhằm "tôn vinh các cá nhân hoặc tập thể có thành tựu nghệ thuật xuất sắc trong lĩnh vực thu âm, không xét đến doanh số bán album hay vị trí trên các bảng xếp hạng âm nhạc". thu âm của năm là một trong bốn hạng mục uy tín nhất trong hệ thống giải thưởng (cùng với Album của năm, Bài hát của năm và Nghệ sĩ mới xuất sắc nhất), được trao giải hàng năm kể từ lễ trao giải đầu tiên vào năm 1959.

## Lịch sử
- 1959-1965: chỉ có nghệ sĩ thể hiện
- 1966-1998: nghệ sĩ và nhà sản xuất
- 1999-nay: nghệ sĩ, nhà sản xuất, thiết kế và phối khí
- Roberta Flack là nghệ sĩ đầu tiên thắng giải này trong 2 năm liên tiếp 1973 ("The First Time Ever I Saw Your Face") và 1974 ("Killing Me Softly with His Song"). Ban nhạc Ireland U2 cũng đạt thành tích này trong năm 2000 và 2001 với đĩa "Beautiful Day" và "Walk On". Các nghệ sĩ khác cũng thắng hai giải này là Henry Mancini ("Moon River", "Days of Wine and Roses"), Simon và Garfunkel ("Mrs. Robinson", "Bridge over Troubled Water"), The Fifth Dimension ("Up, Up and Away", "Aquarius/Let The Sunshine In") và Eric Clapton ("Tears in Heaven", "Change the World").

## Danh sách chi tiết
- Dấu (*) đánh dấu ca khúc đồng thắng Bài hát của năm.

### Thập niên 1960
| Năm[I] | Chủ nhân giải                                                          | Nhạc phẩm                           | Đề cử                                                  | Chú thích |
| ------ | ---------------------------------------------------------------------- | ----------------------------------- | ------------------------------------------------------ | --------- |
| 1959   | Domenico Modugno                                                       | "Nel Blu Dipinto Di Blu (Volare)" * | - "Witchcraft" của Frank Sinatra                       | [ 3 ]     |
| 1960   | Bobby Darin                                                            | "Mack the Knife"                    | - "The Three Bells" của The Browns                     | [ 4 ]     |
| 1961   | Percy Faith                                                            | "Theme from A Summer Place"         | - "Nice 'n' Easy" của Frank Sinatra                    | [ 5 ]     |
| 1962   | Henry Mancini                                                          | "Moon River" *                      | - "(Up a) Lazy River" của Si Zentner                   | [ 6 ]     |
| 1963   | Tony Bennett                                                           | "I Left My Heart in San Francisco"  | - "What Kind of Fool Am I?" của Sammy Davis, Jr.       | [ 7 ]     |
| 1964   | Henry Mancini                                                          | "Days of Wine and Roses" *          | - "Wives and Lovers" của Jack Jones                    | [ 8 ]     |
| 1965   | Astrud Gilberto và Stan Getz                                           | "The Girl from Ipanema"             | - "People" của Barbra Streisand                        | [ 9 ]     |
| 1966   | Herb Alpert và Tijuana Brass · sản xuất bởi Herb Alpert & Jerry Moss   | "A Taste of Honey"                  | - "The Shadow of Your Smile" của Tony Bennett          | [ 10 ]    |
| 1967   | Frank Sinatra · sản xuất bởi Jimmy Bowen                               | "Strangers in the Night"            | - "Winchester Cathedral" của The New Vaudeville Band   | [ 11 ]    |
| 1968   | The 5th Dimension · sản xuất bởi Johnny Rivers & Marc Gordon           | "Up, Up and Away" *                 | - "Somethin' Stupid" của Nancy Sinatra & Frank Sinatra | [ 12 ]    |
| 1969   | Simon & Garfunkel · sản xuất bởi Art Garfunkel, Paul Simon & Roy Halee | "Mrs. Robinson"                     | - "Wichita Lineman" của Glen Campbell                  | [ 13 ]    |

### Thập niên 1970
| Năm[I] | Chủ nhân giải                                                          | Nhạc phẩm                               | Đề cử                                       | Chú thích |
| ------ | ---------------------------------------------------------------------- | --------------------------------------- | ------------------------------------------- | --------- |
| 1970   | The 5th Dimension · sản xuất bởi Bones Howe                            | "Aquarius/Let the Sunshine In"          | - "Spinning Wheel" của Blood, Sweat & Tears | [ 14 ]    |
| 1971   | Simon & Garfunkel · sản xuất bởi Art Garfunkel, Paul Simon & Roy Halee | "Bridge over Troubled Water" *          | - "Let it Be" của The Beatles               | [ 15 ]    |
| 1972   | Carole King · sản xuất bởi Lou Adler                                   | "It's Too Late"                         | - "You've Got a Friend" của James Taylor    | [ 16 ]    |
| 1973   | Roberta Flack · sản xuất bởi Joel Dorn                                 | "The First Time Ever I Saw Your Face" * | - "Without You" của Nilsson                 | [ 17 ]    |
| 1974   | Roberta Flack · sản xuất bởi Joel Dorn                                 | "Killing Me Softly with His Song" *     | - "You're So Vain" của Carly Simon          | [ 18 ]    |
| 1975   | Olivia Newton-John · sản xuất bởi John Farrar                          | "I Honestly Love You"                   | - "Midnight at the Oasis" của Maria Muldaur | [ 19 ]    |
| 1976   | Captain & Tennille · sản xuất bởi Daryl Dragon                         | "Love Will Keep Us Together"            | - "Rhinestone Cowboy" của Glen Campbell     | [ 20 ]    |
| 1977   | George Benson · sản xuất bởi Tommy LiPuma                              | "This Masquerade"                       | - "If You Leave Me Now" của Chicago         | [ 21 ]    |
| 1978   | Eagles · sản xuất bởi Bill Szymczyk                                    | "Hotel California"                      | - "You Light Up My Life" của Debby Boone    | [ 22 ]    |
| 1979   | Billy Joel · sản xuất bởi Phil Ramone                                  | "Just the Way You Are" *                | - "You Needed Me" của Anne Murray           | [ 23 ]    |

### Thập niên 1980
| Năm[I] | Nghệ sĩ                                                       | Nhạc phẩm                         | Đề cử                                                              | Ghi chú |
| ------ | ------------------------------------------------------------- | --------------------------------- | ------------------------------------------------------------------ | ------- |
| 1980   | The Doobie Brothers · sản xuất bởi Ted Templeman              | "What a Fool Believes" *          | - "You Don't Bring Me Flowers" của Barbra Streisand & Neil Diamond | [ 24 ]  |
| 1981   | Christopher Cross · sản xuất bởi Michael Omartian             | "Sailing" *                       | - "Woman in Love" của Barbra Streisand                             | [ 24 ]  |
| 1982   | Kim Carnes · sản xuất bởi Val Garay                           | "Bette Davis Eyes" *              | - "Just the Two of Us" của Grover Washington, Jr. với Bill Withers | [ 24 ]  |
| 1983   | Toto · sản xuất bởi Toto                                      | "Rosanna"                         | - "Chariots of Fire" của Vangelis                                  | [ 24 ]  |
| 1984   | Michael Jackson · sản xuất bởi Michael Jackson & Quincy Jones | "Beat It"                         | - "Maniac" của Michael Sembello                                    | [ 24 ]  |
| 1985   | Tina Turner · sản xuất bởi Terry Britten                      | "What's Love Got to Do with It" * | - "Dancing in the Dark" của Bruce Springsteen                      | [ 24 ]  |
| 1986   | USA for Africa · sản xuất bởi Quincy Jones                    | "We Are the World" *              | - "Born in the U.S.A." của Bruce Springsteen                       | [ 24 ]  |
| 1987   | Steve Winwood · sản xuất bởi Russ Titelman & Steve Winwood    | "Higher Love"                     | - "That's What Friends Are For" của Dionne Warwick & Friends       | [ 24 ]  |
| 1988   | Paul Simon · sản xuất bởi Paul Simon                          | "Graceland"                       | - "Back in the High Life Again" của Steve Winwood                  | [ 24 ]  |
| 1989   | Bobby McFerrin · sản xuất bởi Linda Goldstein                 | "Don't Worry, Be Happy" *         | - "Roll With It" của Steve Winwood                                 | [ 24 ]  |

### Thập niên 1990
| Năm[I] | Nghệ sĩ | Nhạc phẩm                 | Đề cử | Ghi chú |
| ------ | --- | ------------------------- | --- | ------- |
| 1990   | Bette Midler · sản xuất bởi Arif Mardin | "Wind Beneath My Wings" * | - "The Living Years" của Mike + The Mechanics | [ 24 ]  |
| 1991   | Phil Collins · sản xuất bởi Hugh Padgham & Phil Collins                                                                                            | "Another Day in Paradise" | - "Nothing Compares 2 U" của Sinéad O'Connor | [ 24 ]  |
| 1992   | Natalie Cole với Nat King Cole · sản xuất bởi David Foster                                                                                         | "Unforgettable" *         | - "Losing My Religion" của R.E.M. | [ 24 ]  |
| 1993   | Eric Clapton · sản xuất bởi Russ Titelman | "Tears in Heaven" *       | - "Save the Best for Last" của Vanessa Williams | [ 24 ]  |
| 1994   | Whitney Houston · sản xuất bởi David Foster | "I Will Always Love You"  | - "A Whole New World" của Peabo Bryson & Regina Belle - "The River of Dreams" của Billy Joel - "If I Ever Lose My Faith in You" của Sting - "Harvest Moon" của Neil Young | [ 24 ]  |
| 1995   | Sheryl Crow · sản xuất bởi Bill Bottrell | "All I Wanna Do"          | - "Streets of Philadelphia" của Bruce Springsteen | [ 25 ]  |
| 1996   | Seal · sản xuất bởi Trevor Horn | "Kiss from a Rose" *      | - "Waterfalls" của TLC | [ 26 ]  |
| 1997   | Eric Clapton · sản xuất bởi Babyface | "Change the World" *      | - "1979" của The Smashing Pumpkins | [ 27 ]  |
| 1998   | Shawn Colvin · sản xuất bởi John Leventhal | "Sunny Came Home" *       | - "Where Have All the Cowboys Gone?" của Paula Cole - "Everyday Is a Winding Road" của Sheryl Crow - "MMMBop" của Hanson - "I Believe I Can Fly" của R. Kelly             | [ 28 ]  |
| 1999   | Celine Dion · xây dựng/hòa âm bởi David Gleeson, Humberto Gatica & Simon Franglen; · sản xuất bởi James Horner, Simon Franglen & Walter Afanasieff | "My Heart Will Go On" *   | - "The Boy Is Mine" của Brandy & Monica - "Iris" của Goo Goo Dolls - "Ray of Light" của Madonna - "You're Still the One" của Shania Twain                                 | [ 29 ]  |

### Thập niên 2000
| Năm[I] | Nghệ sĩ | Nhạc phẩm                    | Đề cử | Ghi chú |
| ------ | --- | ---------------------------- | --- | ------- |
| 2000   | Santana hợp tác với Rob Thomas · xây dựng/hòa âm bởi David Thoener, · sản xuất bởi Matt Serletic                                      | "Smooth" *                   | - "No Scrubs" của TLC | [ 30 ]  |
| 2001   | U2 · xây dựng/hòa âm bởi Richard Rainey & Steve Lillywhite; · sản xuất bởi Brian Eno & Daniel Lanois                                  | "Beautiful Day" *            | - "Bye Bye Bye" của *NSYNC                                                                                                  | [ 31 ]  |
| 2002   | U2 · xây dựng/hòa âm bởi Richard Rainey & Steve Lillywhite; · sản xuất bởi Brian Eno & Daniel Lanois                                  | "Walk On"                    | - "Drops of Jupiter (Tell Me)" của Train                                                                                    | [ 32 ]  |
| 2003   | Norah Jones · xây dựng/hòa âm bởi Jay Newland; · sản xuất bởi Arif Mardin, Jay Newland & Norah Jones                                  | "Don't Know Why" *           | - "How You Remind Me" của Nickelback                                                                                        | [ 33 ]  |
| 2004   | Coldplay · xây dựng/hòa âm bởi Coldplay, Ken Nelson & Mark Phythian; · sản xuất Coldplay & Ken Nelson                                 | "Clocks"                     | - "Hey Ya!" của OutKast | [ 34 ]  |
| 2005   | Ray Charles hợp tác với Norah Jones · xây dựng/hòa âm bởi Al Schmitt, Mark Fleming, & Terry Howard; · sản xuất bởi John R. Burk       | "Here We Go Again"           | - "Yeah" của Usher hợp tác với Lil Jon & Ludacris                                                                           | [ 35 ]  |
| 2006   | Green Day · xây dựng/hòa âm bởi Chris Lord-Alge & Doug McKean, · sản xuất bởi Green Day & Rob Cavallo                                 | "Boulevard of Broken Dreams" | - "Gold Digger" của Kanye West                                                                                              | [ 36 ]  |
| 2007   | Dixie Chicks · xây dựng/hòa âm bởi Chris Testa, Jim Scott & Richard Dodd; · sản xuất bởi Rick Rubin                                   | "Not Ready to Make Nice" *   | - "Put Your Records On" của Corinne Bailey Rae                                                                              | [ 37 ]  |
| 2008   | Amy Winehouse · xây dựng/hòa âm bởi Tom Elmhirst, Vaughan Merrick, Dom Morley, Mark Ronson & Gabriel Roth; · sản xuất bởi Mark Ronson | "Rehab" *                    | - "What Goes Around.../...Comes Around" của Justin Timberlake                                                               | [ 38 ]  |
| 2009   | Alison Krauss và Robert Plant · xây dựng/hòa âm bởi Mike Piersante; · sản xuất bởi T-Bone Burnett                                     | "Please Read the Letter"     | - "Chasing Pavements" của Adele - "Viva la Vida" của Coldplay - "Bleeding Love" của Leona Lewis - "Paper Planes" của M.I.A. | [ 39 ]  |

### Thập niên 2010
| Năm[I] | Nghệ sĩ | Nhạc phẩm                              | Đề cử | Ghi chú |
| ------ | --- | -------------------------------------- | --- | ------- |
| 2010   | Kings of Leon · xây dựng/hòa âm bởi Jacquire King; · sản xuất bởi Jacquire King & Angelo Petraglia | "Use Somebody"                         | - "Halo" của Beyoncé - "I Gotta Feeling" của The Black Eyed Peas - "Poker Face" của Lady Gaga - "You Belong with Me" của Taylor Swift | [ 40 ]  |
| 2011   | Lady Antebellum · xây dựng/hòa âm bởi Clarke Schleicher; · sản xuất bởi Lady Antebellum & Paul Worley | "Need You Now" *                       | - "Nothin' on You" của B.o.B hợp tác với Bruno Mars - "Love the Way You Lie" của Eminem hợp tác với Rihanna - "Fuck You" của CeeLo Green - "Empire State of Mind" của Jay Z hợp tác với Alicia Keys                                             | [ 41 ]  |
| 2012   | Adele · xây dựng/hòa âm bởi Tom Elmhirst & Mark Rankin · sản xuất bởi Paul Epworth | "Rolling in the Deep" *                | - "Holocene" của Bon Iver - "Grenade" của Bruno Mars - "The Cave" của Mumford & Sons - "Firework" của Katy Perry | [ 42 ]  |
| 2013   | Gotye featuring Kimbra · xây dựng/hòa âm bởi Wally De Backer, François Tétaz & William Bowden · trưởng nhóm kỹ thuật William Bowden · sản xuất bởi Wally De Backer | "Somebody That I Used to Know"         | - "Lonely Boy" của The Black Keys - "Stronger (What Doesn't Kill You)" của Kelly Clarkson - "We Are Young" của fun. hợp tác với Janelle Monáe - "Thinkin Bout You" của Frank Ocean - "We Are Never Ever Getting Back Together" của Taylor Swift | [ 43 ]  |
| 2014   | Daft Punk hợp tác với Pharrell Williams & Nile Rodgers · xây dựng/hòa âm bởi Peter Franco, Mick Guzauski, Florian Lagatta & Daniel Lerner · trưởng nhóm kỹ thuật là Antoine "Chab" Chabert & Bob Ludwig · sản xuất bởi Thomas Bangalter & Guy-Manuel de Homem-Christo         | "Get Lucky"                            | - "Radioactive" của Imagine Dragons - "Royals" của Lorde - "Locked Out of Heaven" của Bruno Mars - "Blurred Lines" của Robin Thicke hợp tác với T.I. & Pharrell Williams                                                                        | [ 44 ]  |
| 2015   | Sam Smith · xây dựng/hòa âm bởi Steve Fitzmaurice, Jimmy Napes & Steve Price · trưởng nhóm kỹ thuật là Tom Coyne · sản xuất Steve Fitzmaurice, Rodney Jerkins & Jimmy Napes                                                                                                   | "Stay with Me" (phiên bản Darkchild) * | - "Fancy" của Iggy Azalea hợp tác với Charli XCX - "Chandelier" của Sia - "Shake It Off" của Taylor Swift - "All About That Bass" của Meghan Trainor                                                                                            | [ 45 ]  |
| 2016   | Mark Ronson hợp tác với Bruno Mars · xây dựng/hòa âm bởi Josh Blair, Riccardo Damian, Serban Ghenea, Wayne Gordon, John Hanes, Inaam Haq, Boo Mitchell, Charles Moniz & Mark Ronson · trưởng nhóm kỹ thuật là Tom Coyne · sản xuất bởi Jeff Bhasker, Bruno Mars & Mark Ronson | "Uptown Funk"                          | - "Really Love" của D'Angelo & The Vanguard - "Thinking Out Loud" của Ed Sheeran - "Blank Space" của Taylor Swift - "Can't Feel My Face" của The Weeknd                                                                                         | [ 46 ]  |
| 2017   | Adele · xây dựng/hòa âm bởi Julian Burg, Tom Elmhirst, Emile Haynie, Greg Kurstin, Liam Nolan, Alex Pasco & Joe Visciano · trưởng nhóm kỹ thuật là Tom Coyne & Randy Merrill · sản xuất bởi Greg Kurstin                                                                      | "Hello" *                              | - "Formation" của Beyoncé - "7 Years" của Lukas Graham - "Work" của Rihanna hợp tác với Drake - "Stressed Out" của Twenty One Pilots | [ 47 ]  |
| 2018   | Bruno Mars · xây dựng/hòa âm bởi Serban Ghenea, John Hanes & Charles Moniz · trưởng nhóm kỹ thuật là Tom Coyne · sản xuất bởi Shampoo Press & Curl | "24K Magic"                            | - "Redbone" của Childish Gambino - "Despacito (Remix)" của Luis Fonsi & Daddy Yankee hợp tác với Justin Bieber - "The Story of O.J." của Jay-Z - "Humble" của Kendrick Lamar                                                                    | [ 48 ]  |

^[I]  Mỗi năm trao giải luôn được liên kết với lễ trao giải năm đó.